# Mklik próchniczek
Mklik próchniczek (Ephestia elutella) – gatunek motyli z rodziny omacnicowatych.
Motyle mklika próchniczka mają podłużny tułów, trójkątne skrzydła, czasami z widocznym wyraźnym wzorem. Przednie skrzydła są wybarwione na niebiesko-szaro lub brązowo-szaro, zaś tylne są jasnoszare. W fazie spoczynkowej skrzydła ułożone są dachówkowato. Rozpiętość skrzydeł mklika wynosi 16–22 mm. Tułów i głowa mają barwę brązowo-szarą lub popielatą. Do pobierania pokarmu płynnego mklikowi służy rurkowata ssawka.
Dorosłe mkliki w formie motyla żyją tylko kilkanaście dni i nie pobierają pokarmu stałego. Samica składa około 150 jaj, z których po 6–8 dniach wylęgają się gąsienice i zamykają się w kokonie i osiągają tam wielkość do około 14 mm. Gąsienice mają kilka par odnóży: 3 pary tułowiowych i 5 par odwłokowych, które są nazywane posuwkami. Mkliki mają postać poczwarki przez 19 dni. Gąsienice mklika próchniczka są dość uciążliwym szkodnikiem niszczącym ziarna zbóż, przetwory zbożowe, zioła, warzywa, owoce, tytoń i czekoladę. Gąsienica jest wyposażona w gryzący aparat gębowy i przędzie lepką nić, którą okleja cząstkę żywności, na której żeruje. Jest to pierwszy widoczny objaw żerowania mklika. Cykl życia i rozwoju jednego pokolenia trwa 82–364 dni, ale w magazynach ogrzewanych ten okres może się wydłużyć do 2–4 lat. Poza magazynami mklik może także składać jaja na liściach tytoniu w trakcie ich suszenia.
Mklik próchniczek jest szkodnikiem występującym we wszystkich strefach klimatycznych.